# Мађора
Мађора (итал. Maggiora) је насеље у Италији у округу Новара, региону Пијемонт.
Према процени из 2011. у насељу је живело 1655 становника. Насеље се налази на надморској висини од 382 м.

## Становништво
Према резултатима пописа становништва 2011. у општини је живело 1.742 становника.
| 1936. | 1951. | 1961. | 1971. | 1981. | 1991. | 2001. | 2011. |
| ----- | ----- | ----- | ----- | ----- | ----- | ----- | ----- |
| 1.948 | 1.805 | 1.686 | 1.562 | 1.539 | 1.579 | 1.664 | 1.742 |